# Javi Galán
Javier Galán Gil (Badajoz, 19 de novembro de 1994) é um futebolista espanhol que atua como lateral-esquerdo. Atualmente, defende o Atlético de Madrid.

## Carreira

### Início
Nascido em Badajoz, em Extremadura, Galán atuou pelo CD San Roque Badajoz, o CP Don Bosco e o CP Flecha Negra no juvenil. No dia 20 de junho de 2013, depois de marcar 12 gols pelo time Juvenil A do Flecha Negra, ele assinou com o CD Badajoz.
Galán fez sua estreia pela equipe principal no dia 15 de setembro de 2013, entrando nos 30 minutos finais, na vitória por 1 a 0 contra o CD Solana pelo campeonato Regional Preferente de Extremadura. Ele marcou seu primeiro gol pela equipe principal no dia 29 do mesmo mês, anotando o último gol na goleada por 4 a 1 sobre o EF Emérita Augusta.
Galán ajudou os Blanquinegros na promoção à Tercera División.

### Córdoba
Em 9 de julho de 2015, Galán assinou com o Córdoba, sendo inicialmente designado para o time B, também na quarta divisão. Ao chegar no clube de Córdoba, ele se tornou titular absoluto na equipe reserva.
Galán fez sua estreia com a camisa do Córdoba no dia 12 de outubro de 2016, começando como zagueiro na vitória por 2 a 1 na Copa del Rey, contra o Cádiz, e fez sua estreia na Segunda Divisão no dia 4 de dezembro, iniciando como titular na vitória por 2 a 1 contra o Reus Deportiu.
No dia 12 de dezembro de 2016, Galán teve seu contrato renovado até 2020. No dia 17 de dezembro, ele marcou seu primeiro gol pela equipe, abrindo o placar na vitória por 2 a 1 sobre o Real Oviedo.
Galán foi titular indiscutível durante a temporada 2017-18; depois sendo designado para a lateral-esquerda pelo técnico Jorge Romero, marcou dois gols em 40 partidas, ajudando seu time a evitar o rebaixamento e permanecer na divisão.

### Huesca
Em 29 de janeiro de 2019, Galan se transferiu para o Huesca, da La Liga, assinando um contrato de três anos e meio. Ele fez sua estreia na primeira divisão no dia 1 de fevereiro, começando como titular na derrota por 4 a 0 diante de Real Valladolid.
Galán se tornou titular absoluto do time, que amargou o rebaixamento no final da temporada, mas se recuperou imediatamente e subiu como campeão na temporada seguida. Ele marcou seu primeiro gol na primeira divisão no dia 6 de fevereiro de 2021, abrindo o placar na derrota em casa por 2 a 1 para o Real Madrid.

### Celta
Em 31 de julho de 2021, após sofrer outro rebaixamento com o Huesca, Galán deixou o clube assinou um contrato de cinco anos com o Celta de Vigo.

### Atlético de Madrid
No dia 3 de julho de 2023, o Atlético de Madrid anunciou a contratação de Javi Galán. O lateral assinou com os Colchoneros um contrato válido por três temporadas.

#### Real Sociedad (empréstimo)
Em 24 de janeiro de 2024, o Atlético de Madrid emprestou Galán a Real Sociedad, até o final da temporada.

## Vida pessoal
Galán é fisicamente comparado ao ex-atacante inglês Wayne Rooney, com seu apelido sendo Rooney durante sua carreira juvenil em Badajoz.

## Estatísticas de carreira
- Atualizado até 23 de junho de 2025

| Clube                      | Temporada         | Liga               | Liga  | Liga | Copa do Rey | Copa do Rey | Europa | Europa | Outros | Outros | Total | Total |
| Clube                      | Temporada         | Divisão            | Jogos | Gols | Jogos       | Gols        | Jogos  | Gols   | Jogos  | Gols   | Jogos | Gols  |
| -------------------------- | ----------------- | ------------------ | ----- | ---- | ----------- | ----------- | ------ | ------ | ------ | ------ | ----- | ----- |
| Badajoz                    | 2013–14           | Segunda División B | 34    | 2    | —           | —           | —      | —      | —      | —      | 34    | 2     |
| Badajoz                    | 2014–15           | Segunda División B | 28    | 3    | —           | —           | —      | —      | —      | —      | 28    | 3     |
| Badajoz                    | Total             | Total              | 62    | 5    | —           | —           | —      | —      | —      | —      | 62    | 5     |
| Córdoba B                  | 2015–16           | Segunda División B | 34    | 7    | —           | —           | —      | —      | —      | —      | 34    | 7     |
| Córdoba B                  | 2016–17           | Segunda División B | 22    | 0    | —           | —           | —      | —      | —      | —      | 22    | 0     |
| Córdoba B                  | Total             | Total              | 56    | 7    | —           | —           | —      | —      | —      | —      | 56    | 7     |
| Córdoba                    | 2016–17           | Segunda División   | 17    | 2    | 4           | 0           | —      | —      | —      | —      | 21    | 2     |
| Córdoba                    | 2017–18           | Segunda División   | 40    | 2    | 1           | 0           | —      | —      | —      | —      | 41    | 2     |
| Córdoba                    | 2018–19           | Segunda División   | 20    | 0    | 2           | 1           | —      | —      | —      | —      | 22    | 1     |
| Córdoba                    | Total             | Total              | 77    | 4    | 7           | 1           | —      | —      | —      | —      | 84    | 5     |
| Huesca                     | 2018–19           | La Liga            | 16    | 0    | —           | —           | —      | —      | —      | —      | 16    | 0     |
| Huesca                     | 2019–20           | Segunda División   | 28    | 1    | 2           | 0           | —      | —      | —      | —      | 30    | 1     |
| Huesca                     | 2020–21           | La Liga            | 37    | 1    | 0           | 0           | —      | —      | —      | —      | 37    | 1     |
| Huesca                     | Total             | Total              | 81    | 2    | 2           | 0           | —      | —      | —      | —      | 83    | 2     |
| Celta Vigo                 | 2021–22           | La Liga            | 37    | 0    | 2           | 0           | —      | —      | —      | —      | 39    | 0     |
| Celta Vigo                 | 2022–23           | La Liga            | 37    | 0    | 3           | 1           | —      | —      | —      | —      | 40    | 1     |
| Celta Vigo                 | Total             | Total              | 74    | 0    | 5           | 1           | —      | —      | —      | —      | 79    | 1     |
| Atlético Madrid            | 2023–24           | La Liga            | 5     | 0    | 1           | 0           | 2      | 0      | 1      | 0      | 9     | 0     |
| Atlético Madrid            | 2024–25           | La Liga            | 25    | 0    | 6           | 0           | 6      | 0      | 3      | 0      | 40    | 0     |
| Atlético Madrid            | Total             | Total              | 30    | 0    | 7           | 0           | 8      | 0      | 4      | 0      | 49    | 0     |
| Real Sociedad (empréstimo) | 2023–24           | La Liga            | 14    | 0    | 2           | 0           | 2      | 0      | —      | —      | 18    | 0     |
| Total na carreira          | Total na carreira | Total na carreira  | 394   | 18   | 23          | 2           | 10     | 0      | 4      | 0      | 431   | 20    |

1. 1 2 3  Appearances in UEFA Champions League
2. ↑  Appearance in Supercopa de España
3. ↑  Appearances in FIFA Club World Cup

## Títulos
Huesca
- Segunda Divisão : 2019–20

## Links externos
- Perfil no site do Atlético de Madrid
- Javi Galán
- «Perfil de Javi Galán». em Soccerway
- «Perfil de Javi Galán». na UEFA  recorde de competições